# Tambuchshof
Tambuchshof je zaniklá vesnice východně od města Ohrdruf v zemském okrese Gotha v Durynsku v Německu.

## Historie
Osada Tambuchshof byla poprvé zmíněna 17. září 1228 v dokumentu Gotha diplomatica. Ves vlastnili hrabata Hermann a Albert z Orlamünde a hrabě Meinhard von Mühlberg, který dal klášter do zástavy. V roce 1895 žilo v obci 42 obyvatel. Roku 1908 byly obce Heerda a Tambuchshof spojeny do jednoho obvodu v rámci vojenského újezdu Ohrdruf.